# Mills County, Iowa
Mills County är ett administrativt område i delstaten Iowa, USA, med 15 059 invånare. Den administrativa huvudorten (county seat) är Glenwood.

## Geografi
Enligt United States Census Bureau har countyt en total area på 1 139 km². 1 131 km² av den arean är land och 8 km² är vatten.

### Angränsande countyn
- Pottawattamie County - norr
- Montgomery County - öst
- Fremont County - söder
- Cass County, Nebraska - sydväst
- Sarpy County, Nebraska - väst